# Phoenix (botanica)
Phoenix L., 1753 è un genere di piante della famiglia delle Arecacee, unico genere della tribù Phoeniceae.
Comprende specie , con altezze fino a 30 m, con stipite eretto non ramificato e ciuffo terminale di foglie molto lunghe, tra cui la nota Phoenix dactylifera (palma da datteri).
La specie coltivata più conosciuta è la palma delle Canarie (Phoenix canariensis), dotata di notevole rusticità, presenta una chioma folta e grandi foglie di colore verde-lucente; viene utilizzata nei giardini e per la produzione di fronde recise. Comincia a fruttificare all'incirca 6 anni dopo essere stata piantata.

## Tassonomia
Il genere Phoenix comprende le seguenti specie:
- Phoenix acaulis Roxb.
- Phoenix atlantica A.Chev.
- Phoenix caespitosa Chiov.
- Phoenix canariensis Chabaud
- Phoenix dactylifera L.
- Phoenix loureiroi Kunth
- Phoenix paludosa Roxb.
- Phoenix pusilla Gaertn.
- Phoenix reclinata Jacq.
- Phoenix roebelenii O'Brien
- Phoenix rupicola T.Anderson
- Phoenix sylvestris (L.) Roxb.
- Phoenix theophrasti Greuter